# Partwitzer See
Der Partwitzer See, obersorbisch Parcowski jězor, nordwestlich von Hoyerswerda ist einer der größten künstlichen Seen im Freistaat Sachsen. Der nordwestliche Teil liegt in Brandenburg. Er entstand als Bergbaufolgelandschaft aus einem Tagebaurestloch und umfasst mit einem Speichervolumen von 134 Millionen Kubikmetern Wasser und einer Tiefe bis zu 41 Metern eine Fläche von 1.102 Hektar.

## Tourismuskonzept

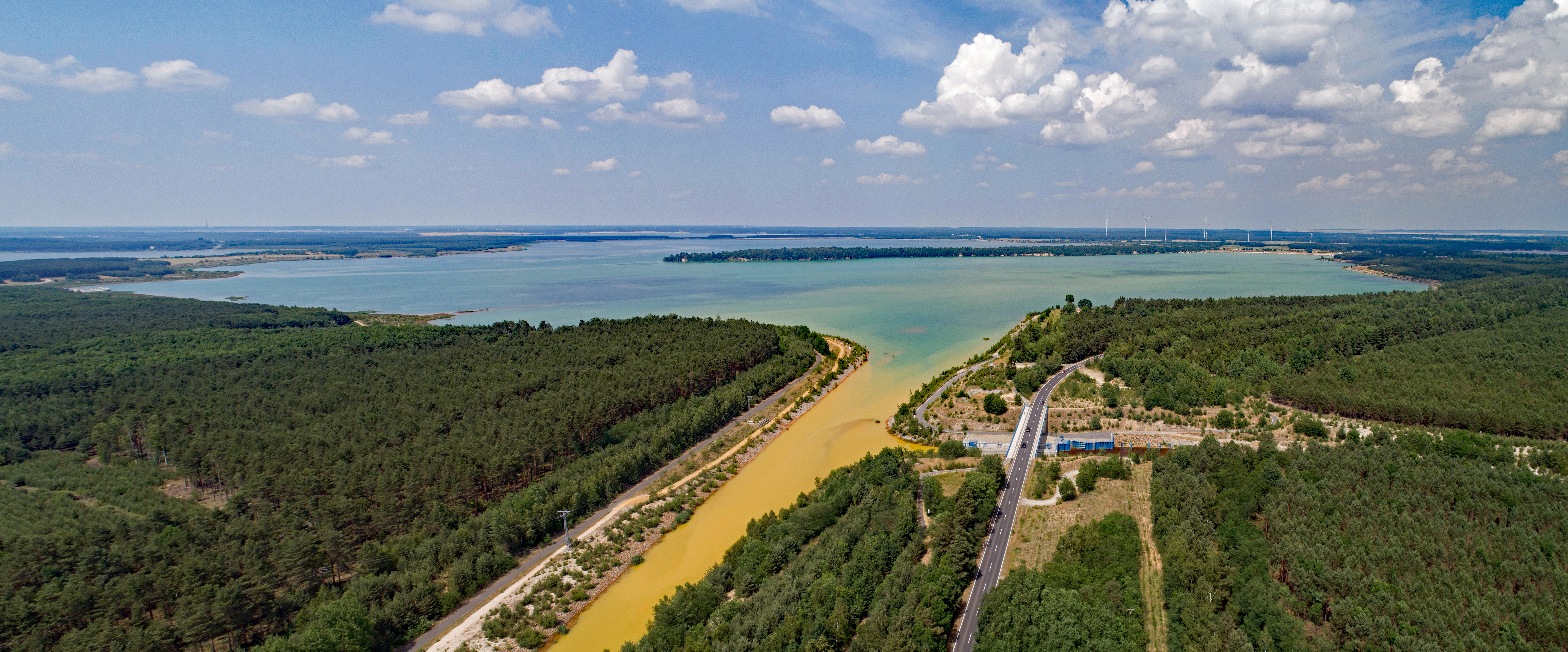
Partwitzer See mit deutlicher Verockerung, 2018

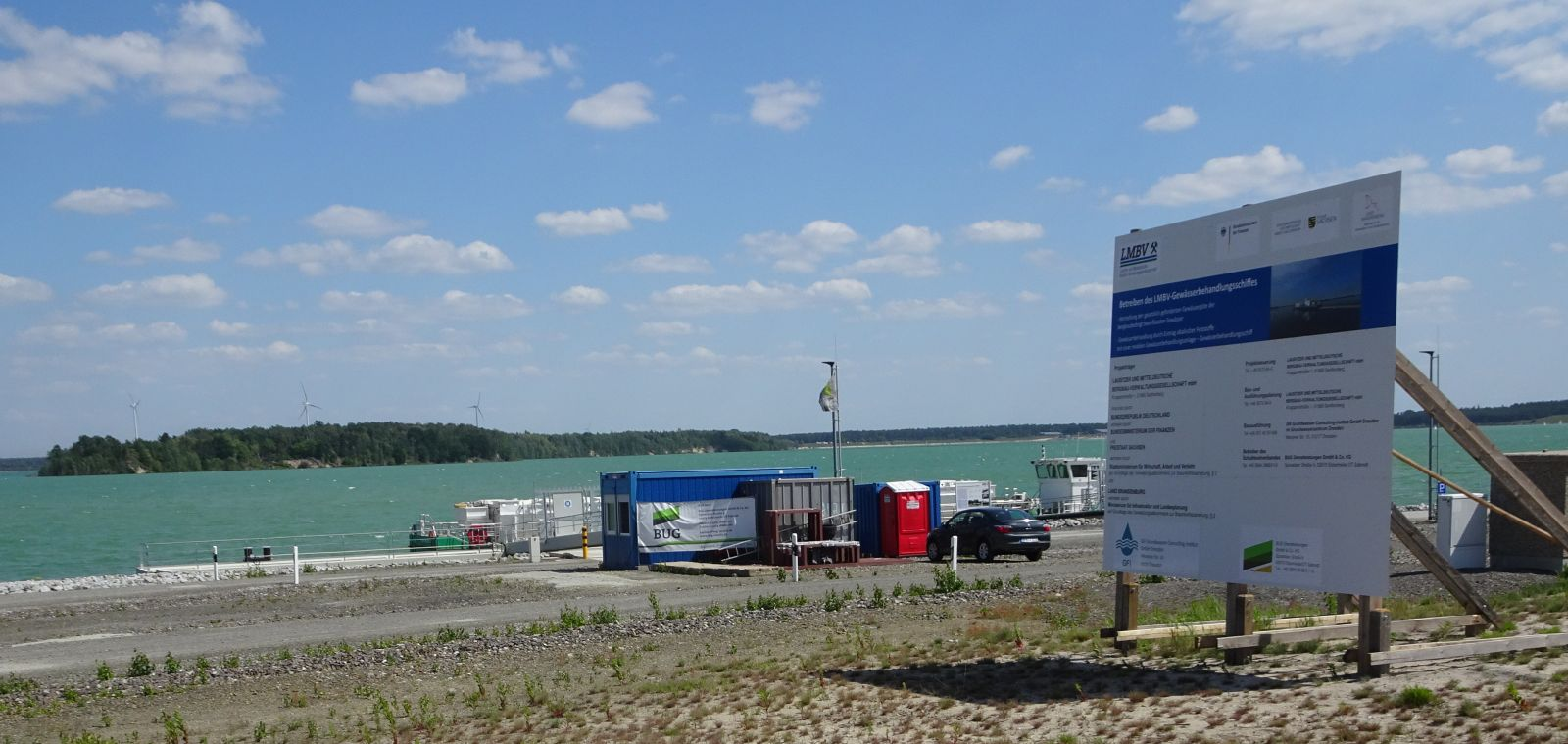
Gewässerbehandlungsschiff auf dem Partwitzer See, 2018

Der Partwitzer See entstand zwischen 2004 und 2015 durch Flutung des ehemaligen Tagebaus Scado mit dem Wasser der Schwarzen Elster. Das Dorf Scado wurde in den 1960er Jahren für den benachbarten Tagebau Koschen devastiert. Als Bergbaufolgelandschaft soll der Partwitzer See gemäß der Regionalplanungen ein touristischer Dreh- und Angelpunkt im künstlich angelegten Lausitzer Seenland werden.
Das Gewässer teilt die aufgeschüttete  rund 2,5 Kilometer lange Halbinsel Scado in ein Nord- und in ein Südbecken. Aus Sicherheitsgründen ist die Halbinsel gesperrt und darf nicht betreten werden. Durch schiffbare Kanäle soll der See mit dem Geierswalder See, dem Sedlitzer See, dem Blunoer Südsee und dem Neuwieser See verbunden werden. Eine Verbindung zum Geierswalder See besteht bereits über den Barbara-Kanal und zum Sedlitzer See über den Rosendorfer Kanal.
Am Ostufer bei Klein Partwitz befinden sich ein Campingplatz und ein Reiterhof mit einer Gaststätte. An Aktivitäten werden Kutsch- und Kremserfahrten, Boots- und Quadtouren angeboten. Angesiedelt haben sich ein Segelclub sowie eine Jet-Ski- und Bootsvermietung. Ein Hafen ist in Planung. Südöstlich der Halbinsel Scado befindet sich ein Textilstrand. Es gibt keine Sanitäranlagen. Der Strand ist unbewacht.
Der Partwitzer See untersteht weiterhin der Lausitzer und Mitteldeutschen Bergbau-Verwaltungsgesellschaft (LMBV). Teilweise ist das Betreten der Ufer verboten, da an Randbereichen noch stellenweise Rutschungsgefahren bestehen. Entsprechende Hinweisschilder der Sperrbereiche sind unbedingt zu beachten.
Wie bei grundsätzlich jedem Tagebausee ähnelt der Partwitzer See von seiner Wasserchemie her einem sauren Vulkansee. Ohne regelmäßige Bearbeitung würde das Wasser im Partwitzer See einen pH-Wert von unter 2,8 aufweisen und damit so sauer wie Essig sein. Um diesen Zustand zu begegnen, wurde im Jahr 2016 ein speziell angefertigtes Wasseraufbereitungsschiff in Betrieb genommen, das den See ununterbrochen mit Kalk düngt. Dies soll den Säuregehalt senken. Das Boot ist mit einer speziellen Beschichtung versehen, die gegen Säure schützt. Es fährt bis zu elfmal am Tag auf den See hinaus und verteilt bei jeder Fahrt 25 Tonnen Kalk. Die Neutralisierung muss dauerhaft fortgesetzt werden. Entsprechend der durch den vormaligen Tagebaubetrieb in Gang gesetzten Pyritverwitterung und dessen Transport über den Grundwasserpfad rechnet das Sächsische Staatsministerium für Umwelt und Landwirtschaft damit, dass dieses Rückversauerungspotenzial noch die nächsten 100 bis 200 Jahre Auswirkungen auf die Seewasserqualität haben wird.
Die Badenutzung setzt gemäß der EU-Badewasserrichtlinie einen pH-Wert größer als 6 voraus. Der Tourismusverband Lausitzer Seenland e. V. informiert auf seinen Internetseiten regelmäßig über den aktuellen Säuregehalt des Sees. Laut diesen Angaben lag der pH-Wert im April 2019 bei 7,3.